# بحر طرانة

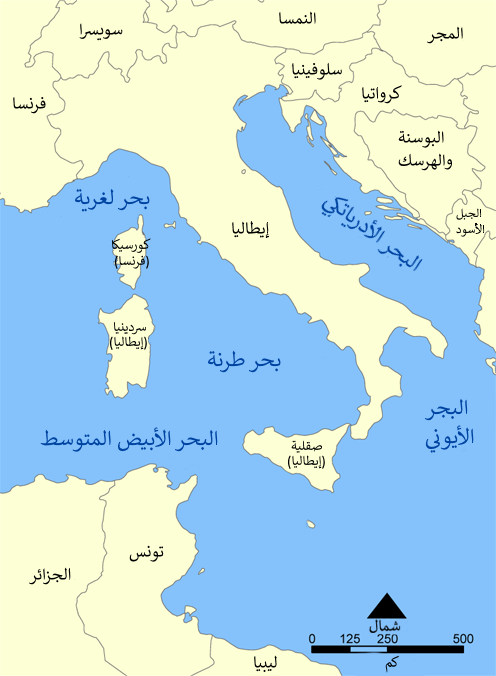
بحر طرانة

بحر طرانة أو البحر التِّيراني (بالإيطالية: Mar Tirreno)‏ يُعد أحد أفرع البحر المتوسط، وهو محصور بين الساحل الغربي لشبه الجزيرة الإيطالية، وجزر قرشقة (كورسيكا) وسردينيا وصقلية، ويتصل بالبحر الأيوني عبر مضيق مسينا ويفصله عن البحر الليغوري جزيرة إلبا.

## المصدر
- البحر التِّيراني - موسوعة المورد، منير البعلبكي، 1991

×